# West Tawakoni (Texas)
West Tawakoni es una ciudad ubicada en el condado de Hunt en el estado estadounidense de Texas. En el Censo de 2010 tenía una población de 1576 habitantes y una densidad poblacional de 274,84 personas por km².

## Geografía
West Tawakoni se encuentra ubicada en las coordenadas 32°53′58″N 96°2′10″O / 32.89944, -96.03611. Según la Oficina del Censo de los Estados Unidos, West Tawakoni tiene una superficie total de 5.73 km², de la cual 5.7 km² corresponden a tierra firme y (0.68%) 0.04 km² es agua.

## Demografía
Según el censo de 2010, había 1576 personas residiendo en West Tawakoni. La densidad de población era de 274,84 hab./km². De los 1576 habitantes, West Tawakoni estaba compuesto por el 92.7% blancos, el 0.82% eran afroamericanos, el 0.76% eran amerindios, el 1.02% eran asiáticos, el 0% eran isleños del Pacífico, el 2.41% eran de otras razas y el 2.28% pertenecían a dos o más razas. Del total de la población el 6.73% eran hispanos o latinos de cualquier raza.